# Exitianus mucronatus
Exitianus mucronatus är en insektsart som beskrevs av Ross 1968. Exitianus mucronatus ingår i släktet Exitianus och familjen dvärgstritar. Inga underarter finns listade i Catalogue of Life.